# 井出源四郎
井出 源四郎（いで げんしろう、1920年9月7日 - 2008年11月28日）は日本の医学者。専門は病理学。第8代千葉大学学長。

## 来歴・人物
長野県南佐久郡臼田町（現佐久市）生まれ。旧制野沢中学（長野県野沢北高等学校）、旧制松本高等学校理科乙類を経て,、1944年旧制千葉医科大学卒業。母校助手を経て、1956年同助教授。1957年医学博士（千葉大学）。論文の題は「潰瘍性関節症の病理学的研究 」。1965年教授、1978年医学部長、1982年学長を歴任。1988年退官、名誉教授。1993年勲二等旭日重光章受勲。
1961年刊行の『中日英医学用語辞典』の編集委員長を務めた他、著書に『喫煙と肺癌』、『最新病理組織学』などがある。
政治家井出一太郎は兄、作家の井出孫六は弟、評論家の丸岡秀子は姉。